# Brindisi (opera)
Brindisi – operowy toast, pieśń biesiadna, często sławiąca uroki samego wina, integralna część niektórych oper. Zwykle brindisi rozpoczyna jedna z postaci, by następnie wykonywał pieśń ogół pijących.
Do bardziej znanych brindisi należą:
- Libiamo ne’ lieti calici, Giuseppe Verdi (La Traviata)
- Tocchiamo, beviamo, Gioacchino Rossini (Sroka złodziejka)
- Viva, il vino spumeggiante, Pietro Mascagni (Rycerskość wieśniacza)